# Championnats du monde de ski nordique 2011
Navigation
Édition précédente Édition suivante
La 48e édition des Championnats du monde de ski nordique se déroule du 24 février au 6 mars 2011 à Oslo (Norvège). La ville se voit attribuer l'organisation de cette compétition bisannuelle le 25 mai 2006 à Vilamoura au Portugal par la Fédération internationale de ski, autorité organisatrice de l'événement.
Oslo accueille pour la cinquième fois ce rendez-vous après l'édition 1930, l'édition olympique 1952, l'édition 1966 et l'édition 1982.
Val di Fiemme (Italie) et Zakopane (Pologne) étaient aussi en course en vue de l'organisation de ces championnats du monde mais c'est la ville norvégienne qui a remporté le scrutin.

## Calendrier
| q | Qualification | c | Course |

| Événements                                      | Événements            | Événements            | Calendrier | Calendrier | Calendrier | Calendrier | Calendrier | Calendrier | Calendrier | Calendrier | Calendrier | Calendrier | Calendrier | Calendrier | Calendrier |
| Événements                                      | Événements            | Événements            | 23         | 24         | 25         | 26         | 27         | 28         | 1          | 2          | 3          | 4          | 5          | 6          |            |
| Événements                                      | Événements            | Événements            | février    | février    | février    | février    | février    | février    | mars       | mars       | mars       | mars       | mars       | mars       |            |
| Cérémonie d'ouverture                           | Cérémonie d'ouverture | Cérémonie d'ouverture |            | •          |            |            |            |            |            |            |            |            |            |            |            |
| S k i d e f o n d                               |                       |                       |            |            |            |            |            |            |            |            |            |            |            |            |            |
| Hommes                                          |                       |                       |            |            |            |            |            |            |            |            |            |            |            |            |            |
| Sprint libre                                    |                       | c                     |            |            |            |            |            |            |            |            |            |            |            |            |            |
| Poursuite 15 km libre + 15 km classique         |                       |                       |            |            | c          |            |            |            |            |            |            |            |            |            |            |
| 15 km classique                                 | q                     |                       |            |            |            |            | c          |            |            |            |            |            |            |            |            |
| Sprint par équipes classique                    |                       |                       |            |            |            |            |            | c          |            |            |            |            |            |            |            |
| Relais 4 × 10 km libre et classique             |                       |                       |            |            |            |            |            |            |            | c          |            |            |            |            |            |
| 50 km libre                                     |                       |                       |            |            |            |            |            |            |            |            |            | c          |            |            |            |
| Femmes                                          |                       |                       |            |            |            |            |            |            |            |            |            |            |            |            |            |
| Sprint libre                                    |                       | c                     |            |            |            |            |            |            |            |            |            |            |            |            |            |
| Poursuite 15 km 7,5 km libre + 7,5 km classique |                       |                       |            | c          |            |            |            |            |            |            |            |            |            |            |            |
| 10 km classique                                 | q                     |                       |            |            |            | c          |            |            |            |            |            |            |            |            |            |
| Sprint par équipes classique                    |                       |                       |            |            |            |            |            | c          |            |            |            |            |            |            |            |
| 4 × 5 km libre et classique                     |                       |                       |            |            |            |            |            |            | c          |            |            |            |            |            |            |
| 30 km libre                                     |                       |                       |            |            |            |            |            |            |            |            | c          |            |            |            |            |
| S a u t à s k i                                 |                       |                       |            |            |            |            |            |            |            |            |            |            |            |            |            |
| Hommes                                          |                       |                       |            |            |            |            |            |            |            |            |            |            |            |            |            |
| K90                                             |                       |                       | q          | c          |            |            |            |            |            |            |            |            |            |            |            |
| K90 par équipes                                 |                       |                       |            |            | c          |            |            |            |            |            |            |            |            |            |            |
| K120                                            |                       |                       |            |            |            |            |            | q          | c          |            |            |            |            |            |            |
| K120 par équipes                                |                       |                       |            |            |            |            |            |            |            |            | c          |            |            |            |            |
| Femmes                                          |                       |                       |            |            |            |            |            |            |            |            |            |            |            |            |            |
| K90                                             |                       |                       | c          |            |            |            |            |            |            |            |            |            |            |            |            |
| C o m b i n é                                   |                       |                       |            |            |            |            |            |            |            |            |            |            |            |            |            |
| Hommes                                          |                       |                       |            |            |            |            |            |            |            |            |            |            |            |            |            |
| Individuel K90 + 10 km                          |                       |                       |            | c          |            |            |            |            |            |            |            |            |            |            |            |
| Par équipes K90 + 4 × 5 km                      |                       |                       |            |            |            | c          |            |            |            |            |            |            |            |            |            |
| Individuel K120 + 10 km                         |                       |                       |            |            |            |            |            | c          |            |            |            |            |            |            |            |
| Par équipes K120 + 4 × 5 km                     |                       |                       |            |            |            |            |            |            |            | c          |            |            |            |            |            |

## Délégations présentes
50 nations participent à ces championnats du monde :
| - Allemagne - Andorre - Argentine - Arménie - Australie - Autriche - Biélorussie - Bosnie-Herzégovine - Brésil - Bulgarie | - Canada - Chine - Corée du Sud - Croatie - Danemark - Espagne - Estonie - États-Unis - Finlande - France | - Grèce - Hongrie - Iran - Irlande - Israël - Italie - Japon - Kazakhstan - Kenya - Kirghizistan | - Lettonie - Lituanie - Macédoine - Moldavie - Norvège - Nouvelle-Zélande - Pays-Bas - Pérou - Pologne - Roumanie | - Royaume-Uni - Russie - Slovaquie - Slovénie - Suède - Suisse - République tchèque - Turquie - Ukraine - Venezuela |

L'Algérie et le Luxembourg ont annoncé leur retrait avant le début des compétitions.

## Tableau des médailles
| Rang | Nation    | Or | Argent | Bronze | Total |
| ---- | --------- | -- | ------ | ------ | ----- |
| 1    | Norvège   | 8  | 6      | 6      | 20    |
| 2    | Autriche  | 7  | 2      | 1      | 10    |
| 3    | Suède     | 2  | 2      | 1      | 5     |
| 4    | Allemagne | 1  | 4      | 3      | 8     |
| 5    | Finlande  | 1  | 1      | 2      | 4     |
| 6    | France    | 1  | 0      | 1      | 2     |
| 7    | Canada    | 1  | 0      | 0      | 1     |
| 8    | Pologne   | 0  | 2      | 2      | 4     |
| 9    | Russie    | 0  | 2      | 2      | 4     |
| 10   | Italie    | 0  | 2      | 0      | 2     |
| 11   | Slovénie  | 0  | 0      | 2      | 2     |
| 12   | Suisse    | 0  | 0      | 1      | 1     |

## Résultats

### Ski de fond

#### Hommes
| Épreuves                                                      | Or                                                                              | Argent                                                                | Bronze                                                             |
| ------------------------------------------------------------- | ------------------------------------------------------------------------------- | --------------------------------------------------------------------- | ------------------------------------------------------------------ |
| Sprint libre résultats détaillés                              | Marcus Hellner Suède                                                            | Petter Northug Norvège                                                | Emil Jönsson Suède                                                 |
| Poursuite 15 km classique + 15 km libre H résultats détaillés | Petter Northug Norvège                                                          | Maxim Vylegzhanin Russie                                              | Ilia Chernousov Russie                                             |
| 15 km classique résultats détaillés                           | Matti Heikkinen Finlande                                                        | Eldar Rønning Norvège                                                 | Martin Johnsrud Sundby Norvège                                     |
| Sprint par équipes classique résultats détaillés              | Canada Devon Kershaw Alex Harvey                                                | Norvège Petter Northug Ola Vigen Hattestad                            | Russie Alexander Panzhinskiy Nikita Kriukov                        |
| Relais 4 × 10 km libre et classique résultats détaillés       | Norvège Martin Johnsrud Sundby Eldar Rønning Tord Asle Gjerdalen Petter Northug | Suède Daniel Richardsson Johan Olsson Anders Södergren Marcus Hellner | Allemagne Jens Filbrich Axel Teichmann Franz Göring Tobias Angerer |
| 50 km libre résultats détaillés                               | Petter Northug Norvège                                                          | Maxim Vylegzhanin Russie                                              | Tord Asle Gjerdalen Norvège                                        |

#### Femmes
| Épreuves                                                      | Or                                                                           | Argent                                                            | Bronze                                                                             |
| ------------------------------------------------------------- | ---------------------------------------------------------------------------- | ----------------------------------------------------------------- | ---------------------------------------------------------------------------------- |
| Sprint libre résultats détaillés                              | Marit Bjørgen Norvège                                                        | Arianna Follis Italie                                             | Petra Majdič Slovénie                                                              |
| Poursuite 7,5 km classique + 7,5 km libre résultats détaillés | Marit Bjørgen Norvège                                                        | Justyna Kowalczyk Pologne                                         | Therese Johaug Norvège                                                             |
| 10 km classique résultats détaillés                           | Marit Bjørgen Norvège                                                        | Justyna Kowalczyk Pologne                                         | Aino-Kaisa Saarinen Finlande                                                       |
| Sprint par équipes classique résultats détaillés              | Suède Ida Ingemarsdotter Charlotte Kalla                                     | Finlande Aino Kaisa Saarinen Krista Lähteenmäki                   | Norvège Maiken Caspersen Falla Astrid Uhrenholdt Jacobsen                          |
| Relais 4 × 5 km libre et classique résultats détaillés        | Norvège Vibeke Skofterud Therese Johaug Kristin Størmer Steira Marit Bjørgen | Suède Ida Ingemarsdotter Anna Haag Britta Norgren Charlotte Kalla | Finlande Pirjo Muranen Aino Kaisa Saarinen Riitta-Liisa Roponen Krista Lähteenmäki |
| 30 km libre résultats détaillés                               | Therese Johaug Norvège                                                       | Marit Bjørgen Norvège                                             | Justyna Kowalczyk Pologne                                                          |

### Saut à ski

#### Hommes
| Épreuves                             | Or                                                                           | Argent                                                              | Bronze                                                                   |
| ------------------------------------ | ---------------------------------------------------------------------------- | ------------------------------------------------------------------- | ------------------------------------------------------------------------ |
| K90 résultats détaillés              | Thomas Morgenstern Autriche                                                  | Andreas Kofler Autriche                                             | Adam Malysz Pologne                                                      |
| K90 par équipes résultats détaillés  | Autriche Gregor Schlierenzauer Martin Koch Andreas Kofler Thomas Morgenstern | Norvège Anders Jacobsen Bjørn Einar Romøren Anders Bardal Tom Hilde | Allemagne Martin Schmitt Michael Neumayer Michael Uhrmann Severin Freund |
| K120 résultats détaillés             | Gregor Schlierenzauer Autriche                                               | Thomas Morgenstern Autriche                                         | Simon Ammann Suisse                                                      |
| K120 par équipes résultats détaillés | Autriche Gregor Schlierenzauer Martin Koch Andreas Kofler Thomas Morgenstern | Norvège Anders Jacobsen Johan Remen Evensen Anders Bardal Tom Hilde | Slovénie Peter Prevc Jurij Tepeš Jernej Damjan Robert Kranjec            |

#### Femmes
| Épreuves                | Or                        | Argent                   | Bronze               |
| ----------------------- | ------------------------- | ------------------------ | -------------------- |
| K90 résultats détaillés | Daniela Iraschko Autriche | Elena Runggaldier Italie | Coline Mattel France |

### Combiné nordique
| Épreuves                                        | Or                                                                  | Argent                                                                | Bronze                                                         |
| ----------------------------------------------- | ------------------------------------------------------------------- | --------------------------------------------------------------------- | -------------------------------------------------------------- |
| Individuel K90 + 10 km résultats détaillés      | Eric Frenzel Allemagne                                              | Tino Edelmann Allemagne                                               | Felix Gottwald Autriche                                        |
| Par équipes K90 + 4 × 5 km résultats détaillés  | Autriche David Kreiner Bernhard Gruber Felix Gottwald Mario Stecher | Allemagne Johannes Rydzek Björn Kircheisen Tino Edelmann Eric Frenzel | Norvège Håvard Klemetsen Mikko Kokslien Jan Schmid Magnus Moan |
| Individuel K120 + 10 km résultats détaillés     | Jason Lamy-Chappuis France                                          | Johannes Rydzek Allemagne                                             | Eric Frenzel Allemagne                                         |
| Par équipes K120 + 4 × 5 km résultats détaillés | Autriche Bernhard Gruber David Kreiner Felix Gottwald Mario Stecher | Allemagne Johannes Rydzek Björn Kircheisen Eric Frenzel Tino Edelmann | Norvège Mikko Kokslien Håvard Klemetsen Jan Schmid Magnus Moan |